# The Book Thief
The Book Thief (Brasil: A menina que roubava livros / Portugal: A rapariga que roubava livros) é um drama do escritor australiano Markus Zusak, publicado em 2005 pela editora Picador. No Brasil e em Portugal, foi lançado pela Intrínseca e a Presença, respetivamente. O livro é sobre Liesel Meminger, uma garota que encontra a Morte três vezes durante 1939–43 na Alemanha nazista.

## Sinopse
The Book Thief tem como narradora a Morte, cuja função é recolher a alma de todos aqueles que morrem. Durante a sua passagem pela Alemanha, na Segunda Guerra Mundial, ela encontra a protagonista, Liesel Meminger, numa estação de comboio enquanto o seu irmão mais novo é enterrado próximo ao local. A menina, ao perceber que o coveiro deixou um livro, O manual do coveiro, cair na neve, rouba-o e é levada, então, até a cidade fictícia de Molching, onde a sua mãe pretende entregá-la a uma família para que a adotem. Na Rua Himmel, reside o casal de classe trabalhadora formado por Hans e Rosa Hubermann.
Lá, ela convive com os novos responsáveis e vai à escola e faz amizade com o seu vizinho, Rudy Steiner. Como ajudante de sua mãe, começa uma amizade com a mulher do prefeito, Ilsa Hermann, embora ela só perceba o tamanho dessa amizade no fim da história. Como o título sugere, ela realmente rouba livros. Com a amizade com Ilsa Hermann (também chamada de Frau Hermann), ela entrava em sua casa por uma janela, e roubava livros.
Ao longo dos quatro anos em que viveu com os Hubermann, roubou diversos livros e aprendeu lições com eles. Rudy e Liesel também roubavam comida (frutas e batatas, entre outros alimentos). Na Juventude Hitlerista, Rudy, como sempre, agiu como um idiota e, por pouco, não foi expulso. Hans, Rosa e Liesel esconderam um judeu, Max, para poder ajudá-lo, devido à uma antiga promessa feita por Hans Hubermann à sua mãe. Hans Hubermann tenta ajudar outro judeu durante uma caminhada e é advertido por um soldado alemão, que o agride. Max resolve ir embora para proteger a família que o acolheu. Tempo depois Hans é colocado na wehrmacht devido a tentativa de ajudar o outro judeu. Durante as invasões ao território alemão, a população protegia-se em caves, onde Hans tocava acordeão para distrair as pessoas, mas depois de Hans ser colocado no exército, Liesel passa a contar histórias para distrair as pessoas tal como Hans fazia. Depois de voltar tudo ao normal e de Hans Hurbermann voltar a casa, a Rua Himmel é atingida durante os bombardeamentos. Dois anos depois Liesel Meminger volta a reencontrar o seu amigo Max. A história termina novamente com a morte a narrar e a contar como Liesel viveu muitos anos e construiu a sua própria família e como a amizade entre Liesel e Max tinha sido quase tão longa como a vida de Liesel.

## Personagens
Morte
A Morte, a Colecionadora de Almas, é a narradora da história de uma jovem menina durante os tempos terríveis da Alemanha Nazista e da Segunda Guerra Mundial. Para o leitor, a Morte insiste que as coisas "definitivamente podem ser alegres", enquanto relata que elas também certamente não podem ser agradáveis. Às vezes, a Morte é "compelida" a agir por simpatia à história humana.

Liesel Meminger
A protagonista da história é uma menina à beira da adolescência, com cabelos loiros e olhos castanhos. Os Hubermann a acolhem depois que seu pai biológico é levado pelos nazistas, antes do início do romance, por ser comunista . Seu irmão morre no início da história e sua mãe é forçada a mandá-la para um lar adotivo para evitar a perseguição nazista. Liesel é a ladra de livros referenciada no título; fascinada pelo poder das palavras, ela rouba vários livros ao longo da história: de um coveiro, de uma fogueira e da esposa do prefeito, Ilsa Hermann.

Hans Hubermann (Papai)
Pai adotivo de Liesel e marido de Rosa, Hans foi soldado alemão durante a Primeira Guerra Mundial. Agora, ele é acordeonista e pintor. Desenvolve um relacionamento próximo e afetuoso com Liesel e se torna uma fonte de força e apoio para ela. Assim como Liesel, ele não tem muita experiência com a leitura. Os dois se ajudam mutuamente na leitura e escrevem todas as palavras que aprendem em uma parede do porão. Ele ajuda Max porque seu pai o salvou na Primeira Guerra Mundial.

Rosa Hubermann (Mamãe)
Rosa é a mãe adotiva de Liesel. Ela tem um porte físico de "guarda-roupa" e um rosto descontente, um metro e meio de altura e cabelos castanho-acinzentados, muitas vezes presos em um coque. Apesar do seu temperamento, ela é uma esposa amorosa para Hans e mãe para Liesel. Para complementar a renda familiar, ela lava e passa roupa para famílias mais ricas em Molching.

Max Vandenburg
Um lutador judeu que se refugia do regime nazista no porão dos Hubermanns. Ele é filho de um soldado alemão da Primeira Guerra Mundial que lutou ao lado de Hans Hubermann, e os dois desenvolveram uma amizade próxima durante a guerra. Ele tem cabelos e olhos castanhos. Durante o reinado de terror nazista, Hans concorda em abrigar Max e escondê-lo do partido. Durante sua estadia na casa dos Hubermanns, Max faz amizade com Liesel, e eles compartilham uma afinidade pelas palavras. Ele escreve dois livros para ela e a presenteia com um caderno de esboços que contém sua história de vida, o que ajuda Liesel a se desenvolver como escritora e leitora, e, por sua vez, salva sua vida das bombas que caem sobre ela.

Rudy Steiner
Rudy, o vizinho de Liesel, tem pernas magras, olhos azuis, cabelos cor de limão e uma propensão a se meter em situações inapropriadas. Apesar de ter a aparência de um alemão arquetípico, ele não apoia os nazistas. Como um membro relativamente pobre da família, com seis filhos, Rudy costuma passar fome. Ele é conhecido em toda a vizinhança por causa do "incidente do Jesse Owens ", no qual uma noite se pintou de preto com carvão e correu cem metros no campo esportivo local. Ele tem talento acadêmico e atlético, o que atrai a atenção de oficiais do Partido Nazista, levando a tentativas de recrutamento. Sua falta de apoio ao partido torna-se problemática à medida que a história avança. Rudy se torna o melhor amigo de Liesel e mais tarde se apaixona por ela.

Ilsa Hermann
A esposa do prefeito de Molching, que emprega Rosa Hubermann. Ela entrou em depressão após a morte de seu único filho, Johann, na Primeira Guerra Mundial. Ilsa permite que Liesel a visite, leia e roube livros de sua biblioteca. Ela dá a Liesel um pequeno livro preto, o que a leva a escrever sua própria história, "A Menina que Roubava Livros".

Werner Meminger (irmão de Liesel)
O irmão mais novo de Liesel que morreu repentinamente no trem com a mãe e a irmã, foi enterrado em um cemitério perto dos trilhos. Sua morte foi o que permitiu o roubo do primeiro livro: um manual de coveiro deixado por um menino que estava aprendendo a trabalhar no cemitério.

Paula Meminger (mãe de Liesel)
A mãe de Liesel é mencionada apenas algumas vezes na história. Ela enviou seus filhos para um orfanato para salvá-los da perseguição nazista. Por um tempo, Liesel escreve cartas para sua mãe, acreditando que há uma chance de ela ainda estar viva.

Hans Jr (filho de Hans e Rosa)
Hans Jr. é filho de Hans e Rosa Huberman. Ele é um grande apoiador do partido nazista e briga frequentemente com o pai por conta disso. Ele acaba sendo enviado para participar da Batalha de Stalingrado.